# 용호의 권 (비디오 게임)
《용호의 권》(龍虎の拳)은 SNK가 제작한 아케이드 대전 격투 게임이다. 《용호의 권》 시리즈 첫번째 게임으로, 1992년 9월 24일 네오지오 기판으로 처음 출시됐다. 1991년에 발매됐던 캡콤의 《스트리트 파이터 II: 더 월드 워리어》에서 영감을 받아 제작된 무수한 작품들 중 하나이나, 시합 중에 소모해서 기술을 사용하게 하는 '기 게이지'나 체력이 적은 위기 상황에서만 발동되는 초필살기를 도입하는 등, 여러 가지 혁신적인 게임플레이 시스템을 도입해 앞으로의 격투 게임 역사에 큰 영향을 줬다.
이야기의 주인공은 극한류 가라데 일가의 제자 사카자키 료와 로버트 가르시아로, 사우스타운 범죄 조직 두목 미스터 빅이 료의 여동생 유리를 납치하자 그를 찾아 구해내기 위해 인근의 용의자들에게 싸움을 걸러 승리하면 게임이 계속 진행되는 방식을 취했다. 일인용 스토리 모드 이외에 게임 내 등장인물들을 조정해 서로 맞붙는 2인용 대전 모드도 탑재됐다.
아케이드로 처음 출시된 후 네오지오 콘솔 및 네오지오 CD로 완전 이식판이 출시됐으며, 그 외에 슈퍼 패미컴, 메가 드라이브 및 PC 엔진 CD같은 가정용 콘솔에도 이식됐다.

## 캐릭터

### 플레이어 캐릭터
- 료 사카자키
- 로버트 가르시아

### CPU 전용 캐릭터
- 토도 류하쿠
- 잭 터너
- 리 파이론
- 킹
- 믹키 로져스
- 존 크로울리

### 중간보스
- 미스터 빅

### 보스
- 미스터 가라테